# 22988 Jimmyhom
22988 Jimmyhom è un asteroide della fascia principale. Scoperto nel 1999, presenta un'orbita caratterizzata da un semiasse maggiore pari a 2,4028191 UA e da un'eccentricità di 0,1488224, inclinata di 1,61382° rispetto all'eclittica.